# Тугарино (Нижньогородська область)
Тугарино (рос. Тугарино) — присілок в Борському міському окрузі Нижньогородської області Російської Федерації.
Населення становить 125 осіб. Входить до складу муніципального утворення Міський округ місто Бор.

## Історія
Від 2010 року входить до складу муніципального утворення Міський округ місто Бор.

## Населення
| 2002 | 2010 |
| ---- | ---- |
| 134  | ↘125 |